# Miercurea-Ciuc
Miercurea Ciuc , (en hongrois Csíkszereda, en allemand Szeklerburg, en latin Sicolsburgum) est le chef-lieu du județ de Harghita, dans le Pays sicule, en Transylvanie.

## Villages
La ville administre les trois villages suivants:
- Ciba (Csiba)
- Harghita-Băi (Hargitafürdő)
- Jigodin-Băi (Zsögödfürdő)

## Géographie
Miercurea Ciuc est située sur la rivière Olt dans les Carpates orientales. C'est l'une des villes les plus froides de Roumanie, avec des températures hivernales descendant souvent jusqu'à -−30 °C.

## Démographie
Selon le recensement de 2002, la ville de Miercurea Ciuc était composée à plus de 80 % de Hongrois. La ville est officiellement bilingue : le hongrois et le roumain sont utilisés dans l'administration, l'éducation et la justice.

## Histoire
Les ruines de trois fortifications Daces ont été trouvés dans le quartier Jigodin de Miercurea Ciuc . Ils appartiennent à la culture Geto-Dacique du Ier siècle. Avant 1876, Miercurea Ciuc se trouvait dans le siège sicule autonome de Csík puis jusqu'en 1920, elle était la capitale du comitat de Csík dans le Royaume de Hongrie. Entre 1927 et 1938, elle fut la capitale du district de Ciuc dans le Royaume de Roumanie.

## Politique
| Période | Période  | Identité           | Étiquette   | Qualité |
| ------- | -------- | ------------------ | ----------- | ------- |
| 2000    | 2004     | Csaba István Csedő | Indépendant |         |
| 2004    | En cours | Róbert Ráduly      | UDMR        |         |

## Tourisme
- Château Mikó
- belle architecture réalisée en plusieurs styles (du gothique au sécession)
- sources d'eaux minérales

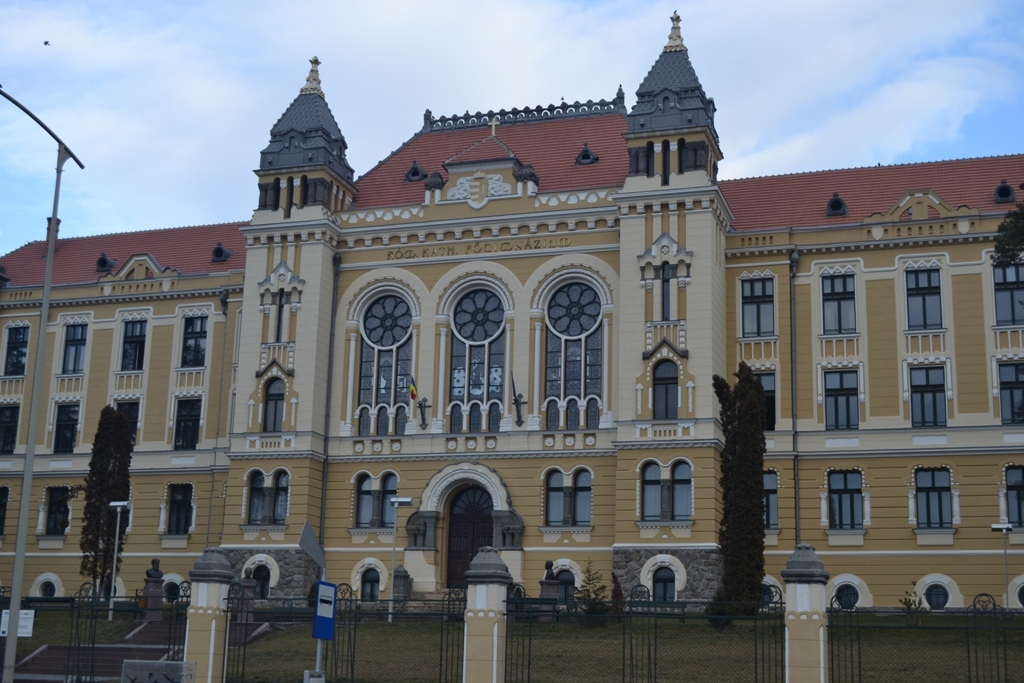
Lycée Márton Áron.
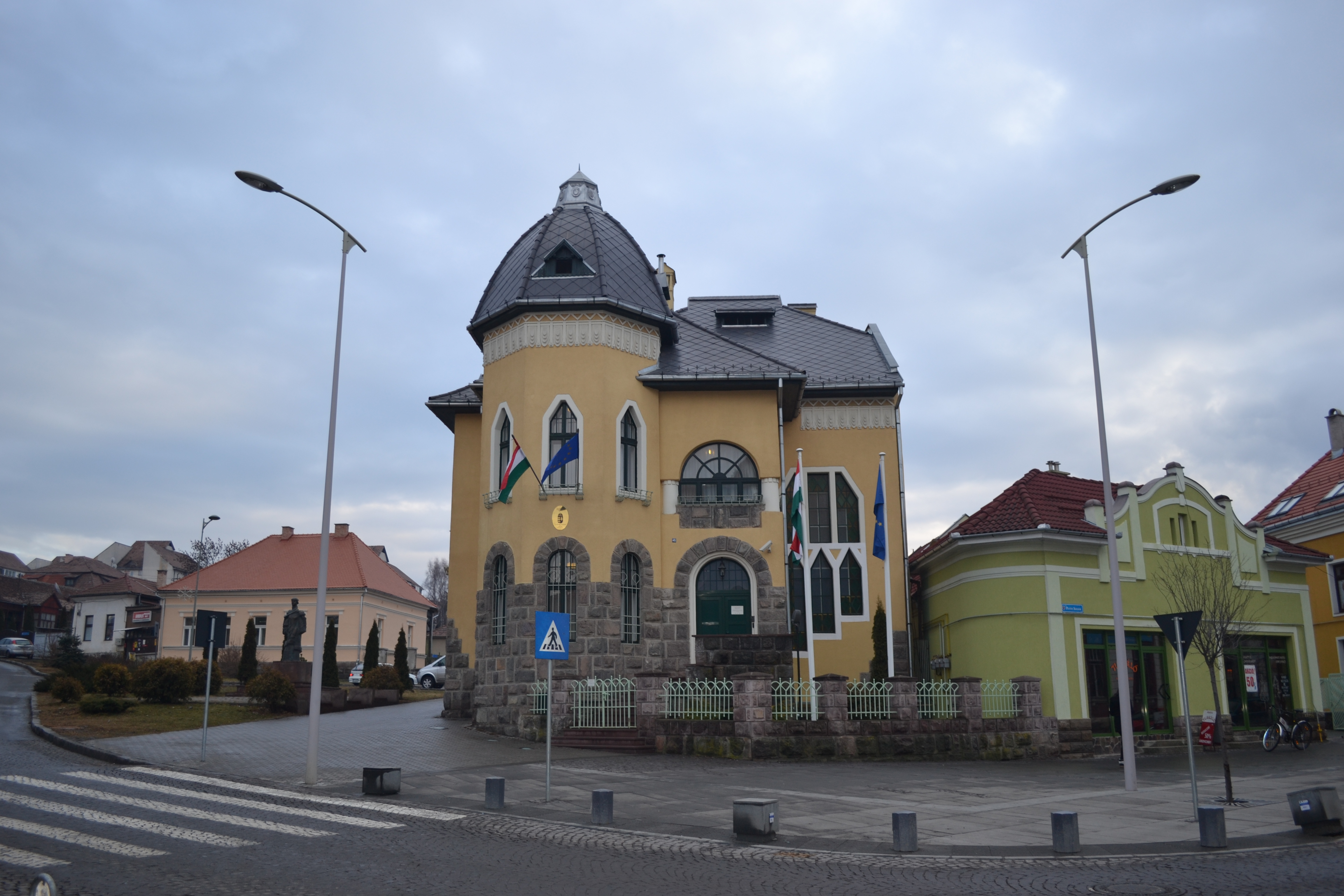
Consulat hongrois.
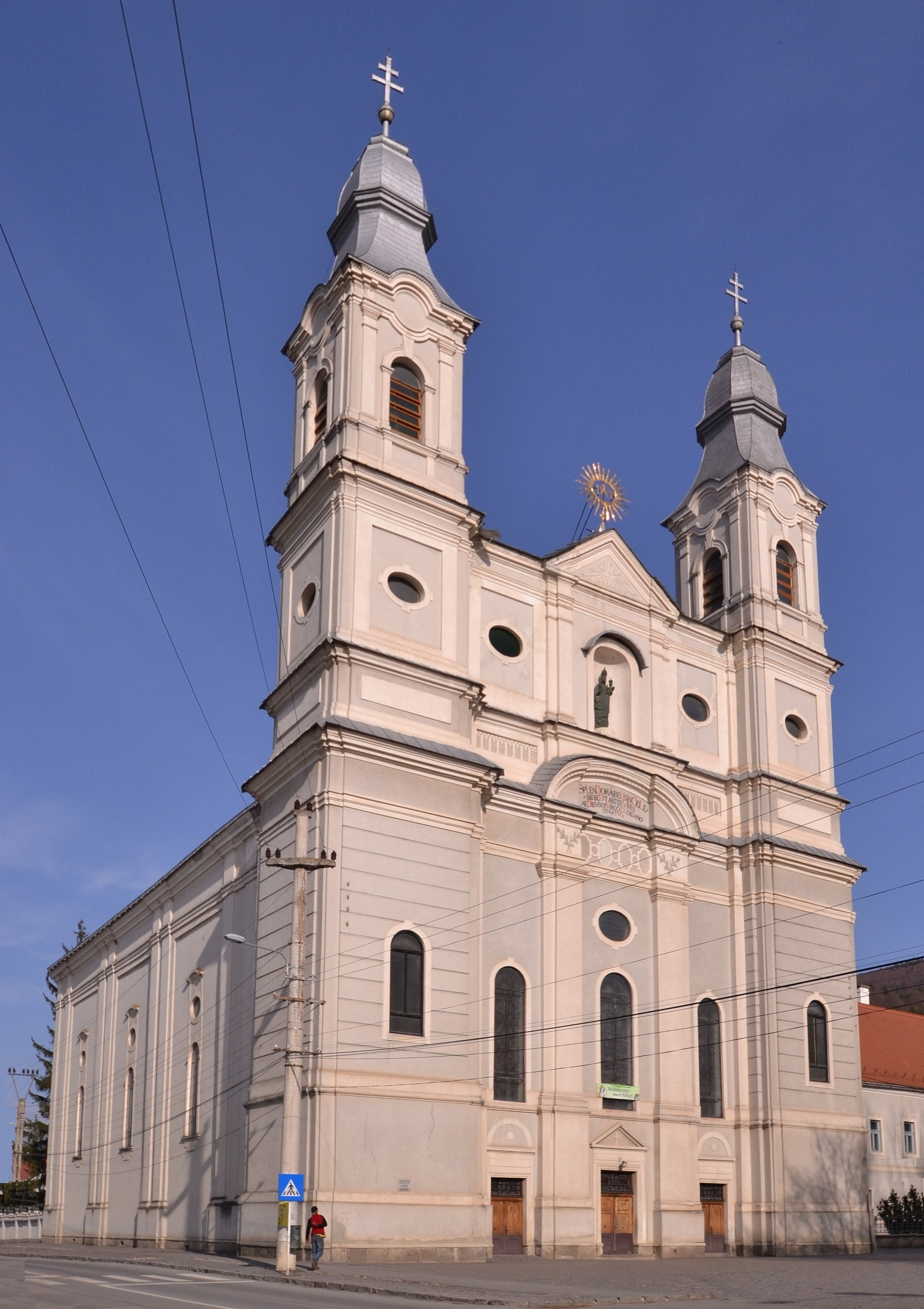
Église franciscaine de Csíksomlyó/Șumuleu.
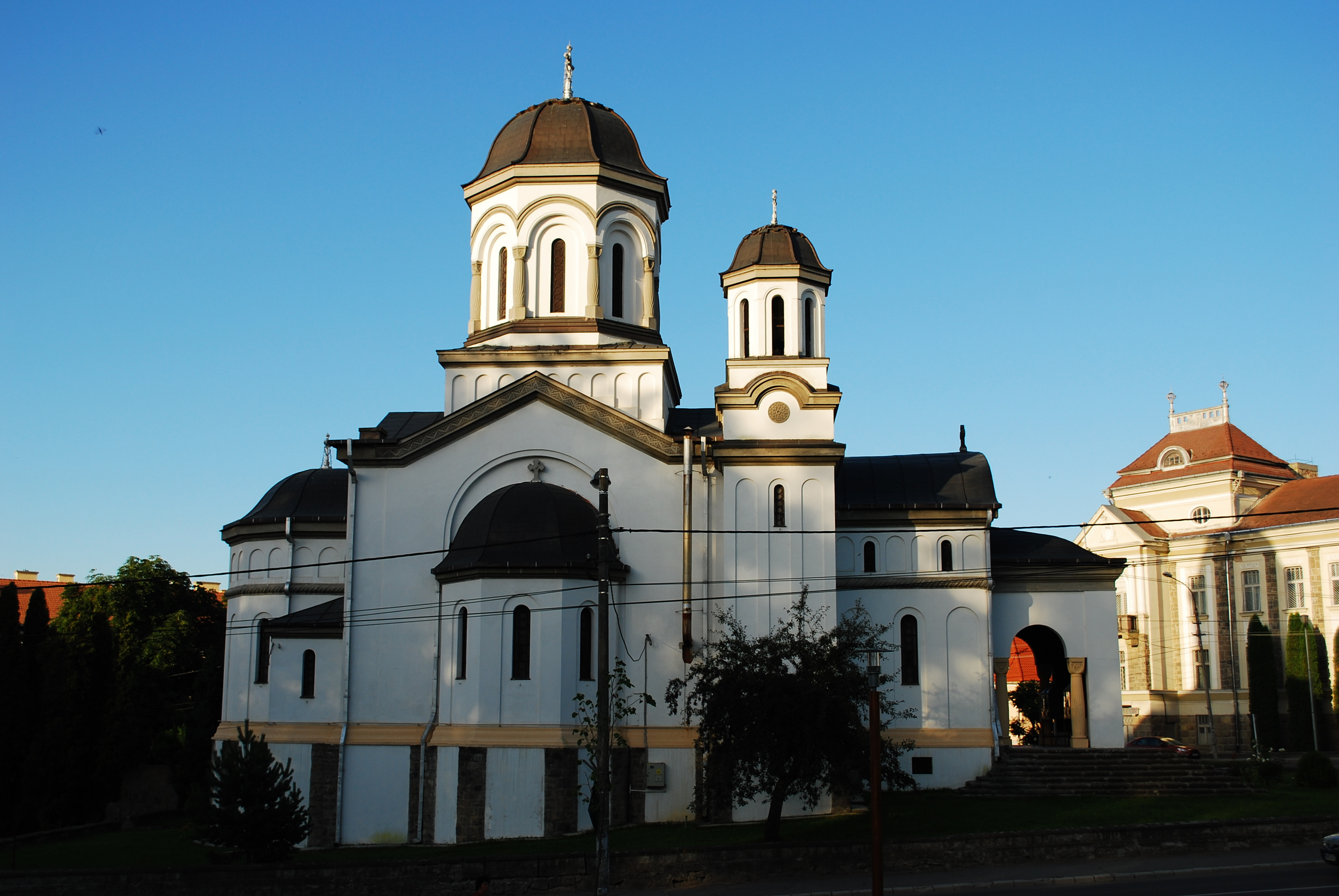
Cathédrale orthodoxe.
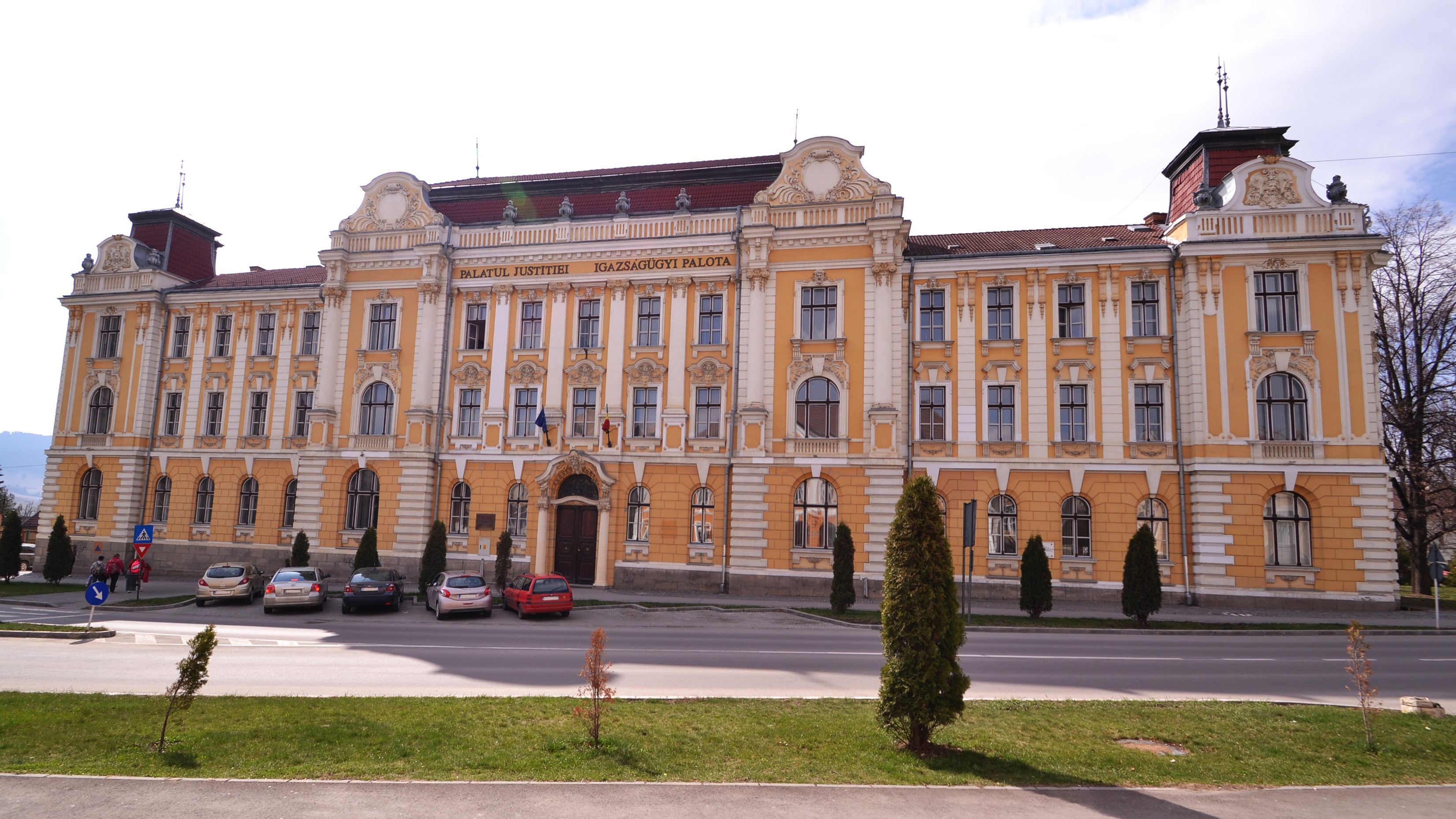
Palais de justice.
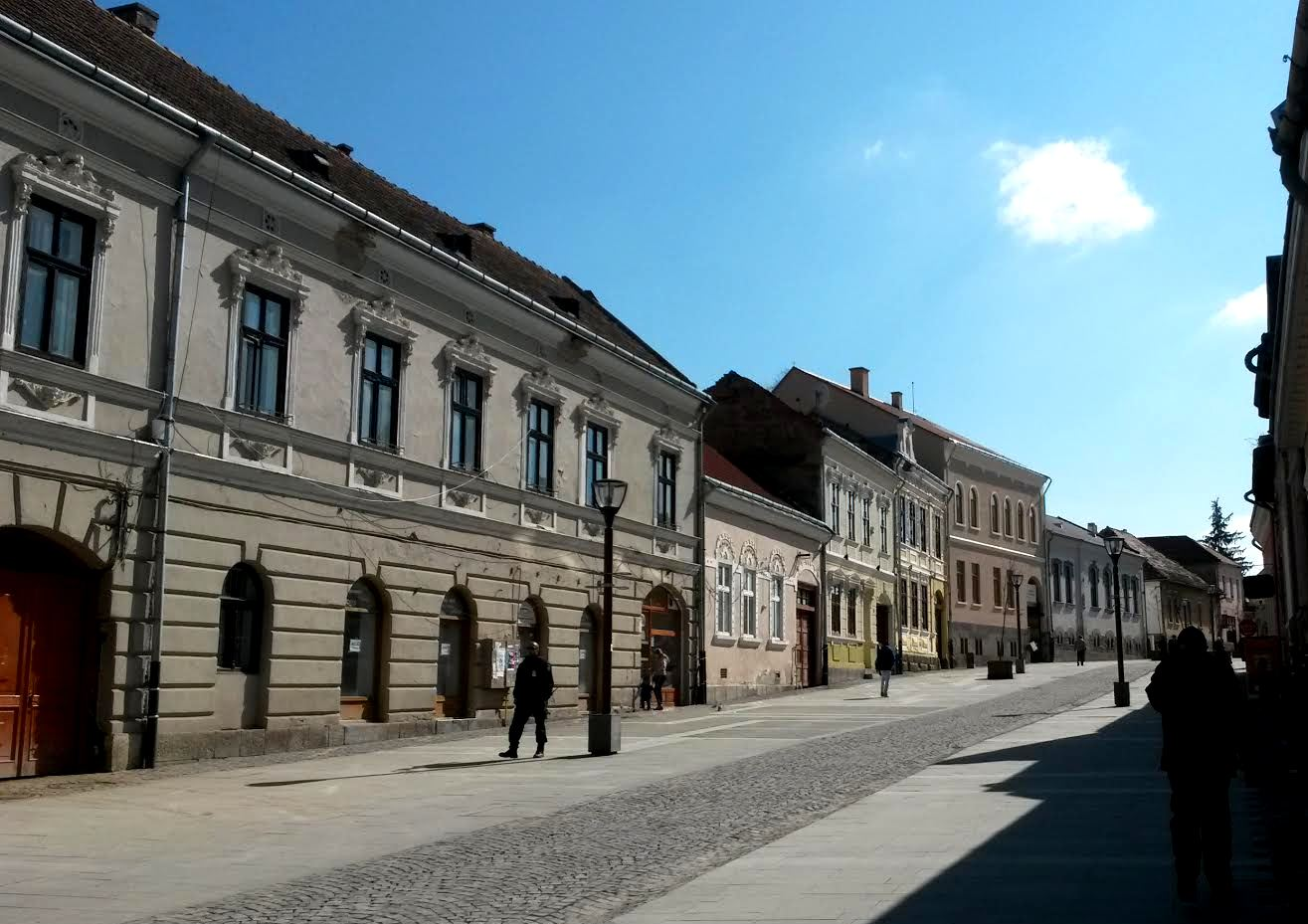
Rue Petőfi.

### Aux alentours
- stations thermales : Băile Tușnad (Tusnádfürdő), Borsec (Borszék), Harghita Băi (Hargitafürdő), Lacu Roșu (Gyilkos-tó), Praid (Prajd)
- stations de sports d'hiver dont Izvoru Mureșului (Marosfő)
- Les Gorges de Bicaz, superbe canyon creusé par la rivière Bicaz.

## Jumelages
La ville est jumelée avec :
- Bălți (Moldavie) depuis le 22 avril 1991
- Budakeszi (Hongrie) depuis le 16 mai 1997
- Cegléd (Hongrie) depuis le 7 février 1994
- Gyula (Hongrie) depuis le 21 octobre 1993
- Gödöllő (Hongrie) depuis le 7 février 1994
- Heves (Hongrie) depuis le 5 novembre 1994
- Kaposvár (Hongrie) depuis le 3 juin 1990
- Makó (Hongrie) depuis le 9 août 1990
- Bečej (Serbie) depuis le 3 juin 1995
- Óbuda (Hongrie)
- Riehen (Suisse) depuis le 10 septembre 1995
- Tiszaújváros (Hongrie) depuis le 16 mai 1997
- Želiezovce (Slovaquie) depuis le 16 juin 1991